# Acacia obtecta
Acacia obtecta é uma espécie de leguminosa do gênero Acacia, pertencente à família Fabaceae.